# Mohamed Coulibaly
Mohamed Coulibaly (ur. 19 września 1989 r.) – malijski pływak, uczestnik igrzysk olimpijskich. 
Po raz pierwszy i jedyny na igrzyskach olimpijskich osiemnastoletni Coulibaly wystartował podczas XXIX Letnich Igrzysk Olimpijskich w 2008 roku w Pekinie. Wystartował tam w jednej konkurencji pływackiej. Na dystansie 50 metrów stylem dowolnym wystartował w trzecim wyścigu eliminacyjnym. Z czasem 29,09 zajął w nim piąte miejsce, a ostatecznie, w rankingu ogólnym, zajął osiemdziesiąte szóste miejsce. 